# Pentti Eistola
Pentti Kalevi Eistola (ur. 6 września 1931, w Kristinestad, zm. 11 stycznia 2022 w Helsinkach) – fiński lekarz, znany z tworzenia trójwymiarowych dioram i modeli Domu Muminków.

## Twórczość
W 1958 roku Pentti Eistola stworzył własnoręcznie mały, okrągły model Domku Muminków z krętymi schodami, inspirowany książką Zima Muminków. Z projektem udał się do Tove Jansson, która była zachwycona jego wykonaniem, co zapoczątkowało ich wieloletnią przyjaźń i współpracę artystyczną. W latach 1962–1963 Eistola, Jansson, Tuulikki Pietilä oraz matka autorki, Signe Hammarsten-Jansson, spotykali się w atelier Tove Jansson w Helsinkach, gdzie rozbudowywali model, dodając szczegółowe otoczenie, takie jak kamienny mur, szklarnię, podwórze z piasku, wychodek, studnię i drewutnię. Do budowy wykorzystywano różnorodne materiały, m.in. sztuczne zęby i ozdobne kamienie.
W latach 1976–1979 Eistola, Tuulikki Pietilä i Tove Jansson zbudowali drugi, znacznie większy model Domku Muminków, który miał pięć kondygnacji i ponad dwa metry wysokości. Eistola pełnił funkcję głównego projektanta i elektryka, odpowiadając także za budowę korytarzy oraz schodów. Model powstał jako centralny element wystawy ilustracji Tove Jansson, zaprezentowanej na Międzynarodowym Biennale Ilustracji w Bratysławie w 1979 roku. W kolejnych latach model był prezentowany na wystawach w krajach nordyckich, a w 1986 roku trafił do zbiorów Muzeum Muminków w Tampere, gdzie od 1987 roku znajduje się do dziś.
Pentti Eistola brał również udział w tworzeniu trójwymiarowych dioram przedstawiających sceny z opowieści o Muminkach. Współpracując z Tove Jansson, Tuulikki Pietilä i Signe Hammarsten-Jansson, zrealizował m.in. dioramy takie jak Uimahuone czy Merenhuiskeen vesillelasku. W 1986 roku, w ramach darowizny kolekcji Tove Jansson, prace te zostały przekazane do zbiorów Muzeum Sztuki w Tampere. Od 1987 roku są udostępniane publiczności w Muzeum Dolina Muminków (obecnie Muzeum Muminków), gdzie stanowią centralny element wystawy.